# BBV154
BBV154 ويُعرف أيضًا باسم بي بي في 154، هو لقاح مرشح ضد مرض فيروس كورونا، تعمل شركة بهارات بيوتيك الهندية على تطويره وإنتاجه بتقنية الناقلات الفيروسية بالتعاون مع كلية الطب بجامعة واشنطن في سانت لويس بولاية ميسوري، وهو مخصص للإعطاء عن طريق الأنف.

## التجارب السريرية
بناءً على توصية من «لجنة الخبراء المعنية» التابعة «لهيئة تنظيم الأدوية الهندية»، ستجري الشركة المرحلة الأولى من التجارب السريرية بمشاركة 75 متطوعًا بغرض تقديم بيانات لتقييم مدى سلامة مناعة اللقاح قبل أن يؤخذ القرار بانتقاله إلى المرحلة الثانية من التجارب السريرية.